# Josephine Omaka
Josephine Omaka (née le 29 novembre 1993) est une athlète nigériane, spécialiste du sprint. 

## Biographie

### Palmarès
| Date | Compétition                          | Lieu      | Résultat | Épreuve       | Performance   |
| ---- | ------------------------------------ | --------- | -------- | ------------- | ------------- |
| 2009 | Championnats d'Afrique juniors       | Bambous   | 1re      | 100 m         | 11 s 78       |
| 2010 | Jeux olympiques de la jeunesse d'été | Singapour | 1re      | 100 m         | 11 s 58       |
| 2010 | Jeux olympiques de la jeunesse d'été | Singapour | 2e       | Relais medley | 2 min 06 s 19 |
| 2011 | Championnats d'Afrique juniors       | Gaborone  | 1re      | 100 m         | 11 s 97       |
| 2011 | Championnats d'Afrique juniors       | Gaborone  | 2e       | 4 × 100 m     | 46 s 71       |

### Records
| Épreuve    | Performance | Lieu   | Date            |
| ---------- | ----------- | ------ | --------------- |
| 100 mètres | 11 s 40     | Lagos  | 30 avril 2010   |
| 200 mètres | 23 s 98     | Kaduna | 22 février 2009 |